# The Anti Mother
The Anti Mother (с англ. — «Антиматерь»; также иногда альбом называют Norma Jean vs. The Anti Mother с англ. — «Norma Jean против Антиматери») — четвёртый студийный альбом американской маткор группы Norma Jean, выпущенный 5 августа 2008 года на звукозаписывающем лейбле Solid State Records. Это последний альбом записанный на лейбле Solid State Records. Также, это первый альбом, в записи которого участвовал новый барабанщик Крис Рэйнс (барабанщик американской металкор-группы Spitfire), заменивший ушедшего из группы Дэниела Дэвисона.

## Об альбоме
Для записи альбома The Anti Mother были приглашены такие известные музыканты, как: Коув Ребер (вокалист американской пост-хардкор группы Saosin), Пейдж Хамильтон (вокалист, гитарист американской альтернативной метал группы Helmet) и Чино Морено (вокалист, гитарист американской альтернативной метал группы Deftones). Они также заявили, что «Мы не просто здесь в роли приглашённых вокалистов…как обычно поступают многие группы…мы собираемся написать песни все вместе». Продюсером The Anti Mother, как и на предыдущем альбоме, выступил Росс Робинсон (известный по своей работе с такими группами, как Korn, Slipknot, Limp Bizkit, Glassjaw).
Коув Ребер прокомментировал название альбома:
Антиматерь — это персонаж, которого мы создали, отражающий всё обманчивое, но при этом привлекающий своей природной красотой. Это самый мелодичный альбом, который мы когда либо записывали, и в то же время это самый тяжёлый альбом, и от этого Norma Jean была просто в ярости.
На песню «Robots 3 Humans 0» был снят клип, его транслировани в программе Headbangers Ball на канале MTV2.

## Список композиций
Все тексты написаны Кори Бренданом, за исключением "Surrender Your Sons..." (Кори Брендон, Чино Морено, Коув Ребер) и "Opposite of Left and Wrong" (Кори Брендан и Пейдж Хамильтон), вся музыка написана группой Norma Jean, за исключением отмеченных.
| №                   | Название                               | Автор(ы)                  | Длительность |
| ------------------- | -------------------------------------- | ------------------------- | ------------ |
| 1.                  | «Vipers, Snakes, and Actors»           |                           | 4:13         |
| 2.                  | «Self Employed Chemist»                |                           | 3:12         |
| 3.                  | «Birth of the Anti Mother»             |                           | 2:48         |
| 4.                  | «Robots 3 Humans 0»                    |                           | 4:29         |
| 5.                  | «Death of the Anti Mother»             |                           | 4:06         |
| 6.                  | «Surrender Your Sons...»               | Norma Jean, Морено, Ребер | 4:40         |
| 7.                  | «Murphy Was an Optimist»               |                           | 4:18         |
| 8.                  | «Opposite of Left and Wrong»           | Norma Jean, Хамильтон     | 3:14         |
| 9.                  | «...Discipline Your Daughters»         |                           | 4:17         |
| 10.                 | «And There Will Be a Swarm of Hornets» |                           | 9:21         |
| Общая длительность: | Общая длительность:                    | Общая длительность:       | 44:44        |

## Участники записи
| - Кори Брэндан Путман — вокал, гитара - Скотти Генри — гитара - Крис Джон Дэй — гитара - Джейк Шульц — бас-гитара - Крис Рэйнс — барабаны, перкуссия - Коув Ребер — вокал («Robots 3 Humans 0», «Surrender Your Sons…», «Murphy Was an Optimist» и «And There Will Be a Swarm of Hornets»), сочинительство («Surrender Your Sons…») - Пейдж Хамильтон — вокал, гитара, сочинительство («Opposite of Left and Wrong») - Чино Морено — вокал («Robots 3 Humans 0», «Surrender Your Sons…» и «Murphy Was an Optimist»), гитара, сочинительство («Surrender Your Sons…») - Холли Рэй — вокал («Birth of the Anti Mother» и «And There Will Be a Swarm of Hornets») - Камилль Дрисколл — вокал («Birth of the Anti Mother» и «And There Will Be a Swarm of Hornets») - Лэйни Грэм — вокал («And There Will Be a Swarm of Hornets») - Али Пантера Абришами — вокал («And There Will Be a Swarm of Hornets») | - Росс Робинсон — продюсер, сведение - Райан Бьош — звукорежиссёр, сведение - Ти-Рой — мастеринг - Norma Jean — арт-директор - Стив Хэш — арт-директор, дизайн - Ральф Стратманн — фотограф |